# Ødis
 Ikke at forveksle med Ødis-Bramdrup.
Ødis er en by i Sydjylland med 440 indbyggere  (2024), beliggende 7 km øst for Vamdrup, 12 km nordvest for Christiansfeld og 13 km sydvest for Kolding. Byen hører til Kolding Kommune og ligger i Region Syddanmark. I 1970-2006 hørte Ødis til Vamdrup Kommune.

## Sogn og kirke
Ødis ligger i Ødis Sogn, som har hørt til hertugdømmet Slesvig og været en del af det historiske Sønderjylland, men det var et af de sogne, der ved fredsslutningen efter krigen i 1864 blev indlemmet i kongeriget Danmark i forbindelse med en ombytning med de kongerigske enklaver i Slesvig. Sognet undgik altså at komme under preussisk styre frem til genforeningen i 1920 og hører derfor ikke til Sønderjylland efter den nutidige definition. Sognet kom dog under Christiansfeld Kommune i Sønderjyllands Amt 1970-2006.
I Ødis findes Ødis Kirke, der er bygget i 1857 i en slags byzantinsk arkitektur. Den er tegnet af L.A. Winstrup og inspireret af hans rejser til Grækenland og Lilleasien. Kirken erstattede en kvaderstenskirke fra Middelalderen, men tårnet er det oprindelige, der er bygget højere og har fået et spir, der passer til stilen.

## Ødis Sø
Sydvest for byen ligger Ødis Sø, der blev tørlagt i starten af 1800-tallet, men genskabt i 2003. Søen er på 26 ha, og hele det rekreative område inkl. søbredderne er på 40 ha. Der er anlagt P-plads, sti omkring den østlige del af søen, udsigtstårn ved skolen og bålhytte. Der er registreret over 200 fuglearter ved søen.

## Faciliteter
- Ødis Skole ligger lidt sydvest for byen i retning af Ødis-Bramdrup. Den har 97 elever, fordelt på 0.-6. klassetrin, og 13 lærere.[2]
- Ved skolen findes Ødis Hallen og en sportsplads.
- Ødis Idrætsforening tilbyder håndbold, fodbold, badminton og børnegymnastik.[3]
- Ødis Forsamlingshus fra 1903 har et mødelokale på 1. sal og en festsal, der senest er renoveret i 2013 og kan rumme 85 spisende gæster.[4]
- Børnehuset Ødis har eksisteret siden 1971, men er nu en afdeling af Børnehuset Søbo i Christiansfeld. Det er normeret til 60 børn i alderen 0-6 år, fordelt på en vuggestuegruppe og tre børnehavegrupper.[5][6]
- Vesterled Plejecenter er om- og udbygget i 2006 og har 25 boliger: 18 et-rums, 3 ægteparboliger og 4 aflastningsstuer.[7]

## Historie
Der er gjort enkeltfund fra Bondestenalderen syd for Ødis Sø. Nord for søen er der fundet et udsmidslag fra Bronzealderen. I Drenderup Skov er der to gravhøje; den ene menes at være en høvdingegrav fra tiden omkring Kristi fødsel. Under omlægning af Søbækken fandt man vest for Ødis Sø rester af en 6-700 år gammel vandmølle.

### Stationsbyen
I 1904 beskrives Ødis således: "Ødis (1283: Øthesyck, 1463: Odiis) med Kirke, Præstegd., Skole og Forskole, Missionshus (opf. 1893), Sparekasse (opr. 1880...Antal af Konti 232), Møller og Kro;" Målebordsbladet fra 1800-tallet viser desuden et teglværk, og det fra 1900-tallet viser desuden et bageri og 2 smedjer.
Ødis fik jernbanestation på Kolding Sydbaners linje Kolding-Vamdrup (1911-48). Der havde endda været planer om, at Ødis skulle være endestation. Stationen havde et 100 m langt læsse- og vigespor samt dyrefold med vejehus og siderampe. Stationsbygningen er bevaret på Stationsvej 15. Vest for byen er banens tracé bevaret som en del af stien langs Ødis Sø.
I banens tid fik byen jordemoder, købmand, trikotageforretning, sadelmager, brugsforening, andelsmejeri, møllen Petersborg og telefoncentral med 49 abonnenter (samme antal i 1924 og 1942).

### Genforeningssten
På Kirkepladsen står en sten, der oprindeligt blev rejst i 1914 til minde om tabet af Slesvig i 1864. Den fik tilføjet årstallet 1920 for også at minde om Genforeningen i 1920.

## Kendte bysbørn
- Johannes C. Bjerg (1886-1955), billedhugger, professor og direktør for Kunstakademiet.
- Erik Hoppe (født i Ødis 1896, død i Kvam, Norge 1968), dansk kunstmaler.